# (181751) Phénops
(181751) Phénops, désignation internationale (181751) Phaenops ou (181751) Phænops, est un astéroïde troyen jovien.

## Description
(181751) Phénops est un astéroïde troyen jovien, camp troyen, c'est-à-dire situé au point de Lagrange L5 du système Soleil-Jupiter. Il présente une orbite caractérisée par un demi-grand axe de 5,226 UA, une excentricité de 0,092 et une inclinaison de 16,0° par rapport à l'écliptique.
Il est nommé en référence au personnage de la mythologie grecque Phénops, acteur du conflit légendaire de la guerre de Troie.

## Compléments